# Alexander Zacher
Alexander Zacher (* 1814 in Dubinnen bei Pillkallen, Ostpreußen; † 1889) war ein deutscher Gutsbesitzer und Parlamentarier.

## Leben
Alexander Zacher studierte ab 1835 an der Albertus-Universität Königsberg Rechtswissenschaft. 1836 wurde er Mitglied der Corpslandsmannschaft Littuania. Nach dem Studium wurde er Gutsbesitzer in Dubinnen. Er war Landschaftsdirektor der Ostpreußischen Landschaft.
In der 1. Legislaturperiode von 1849 vertrat Zacher als Abgeordneter den Wahlkreis Gumbinnen im Preußischen Abgeordnetenhaus. Er gehörte der Fraktion der Linken an.